# Prentenkabinet

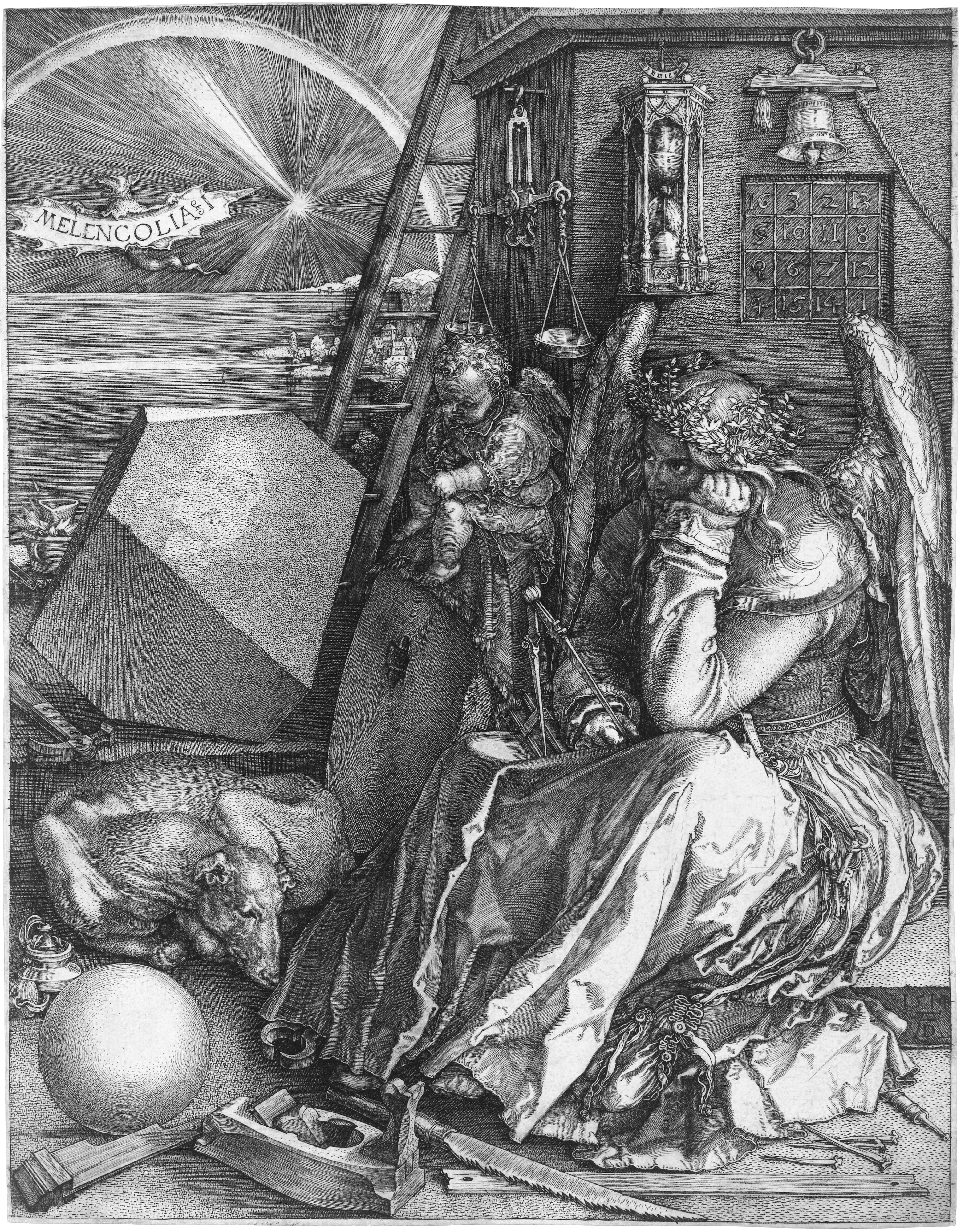
Albrecht Dürer: Melancholie (1514), Kupferstichkabinett Städel Museum

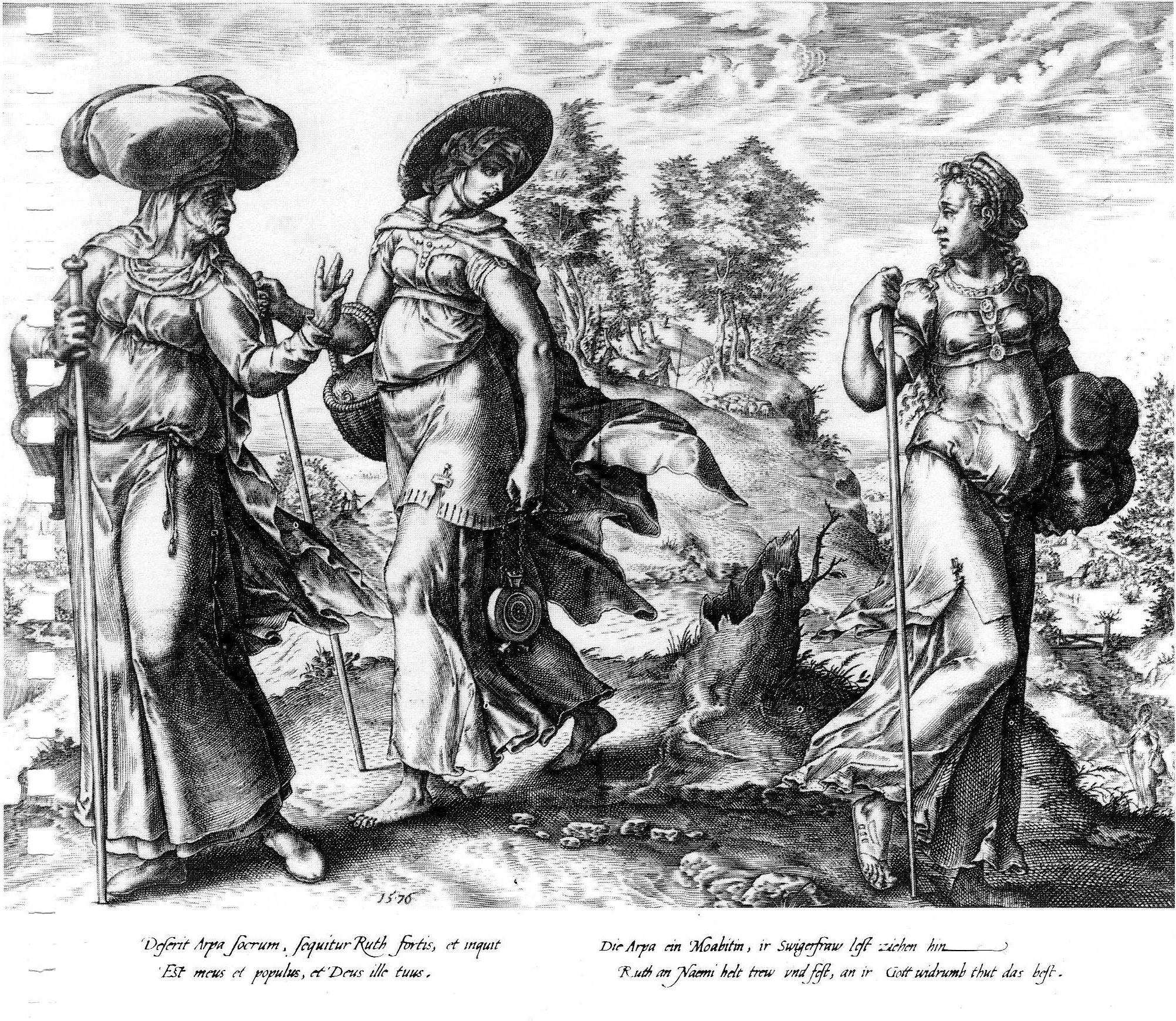
Hendrick Goltzius: Orpa verlaat Ruth en Naomi (1576), Prentenkabinet van Museum Boijmans Van Beuningen

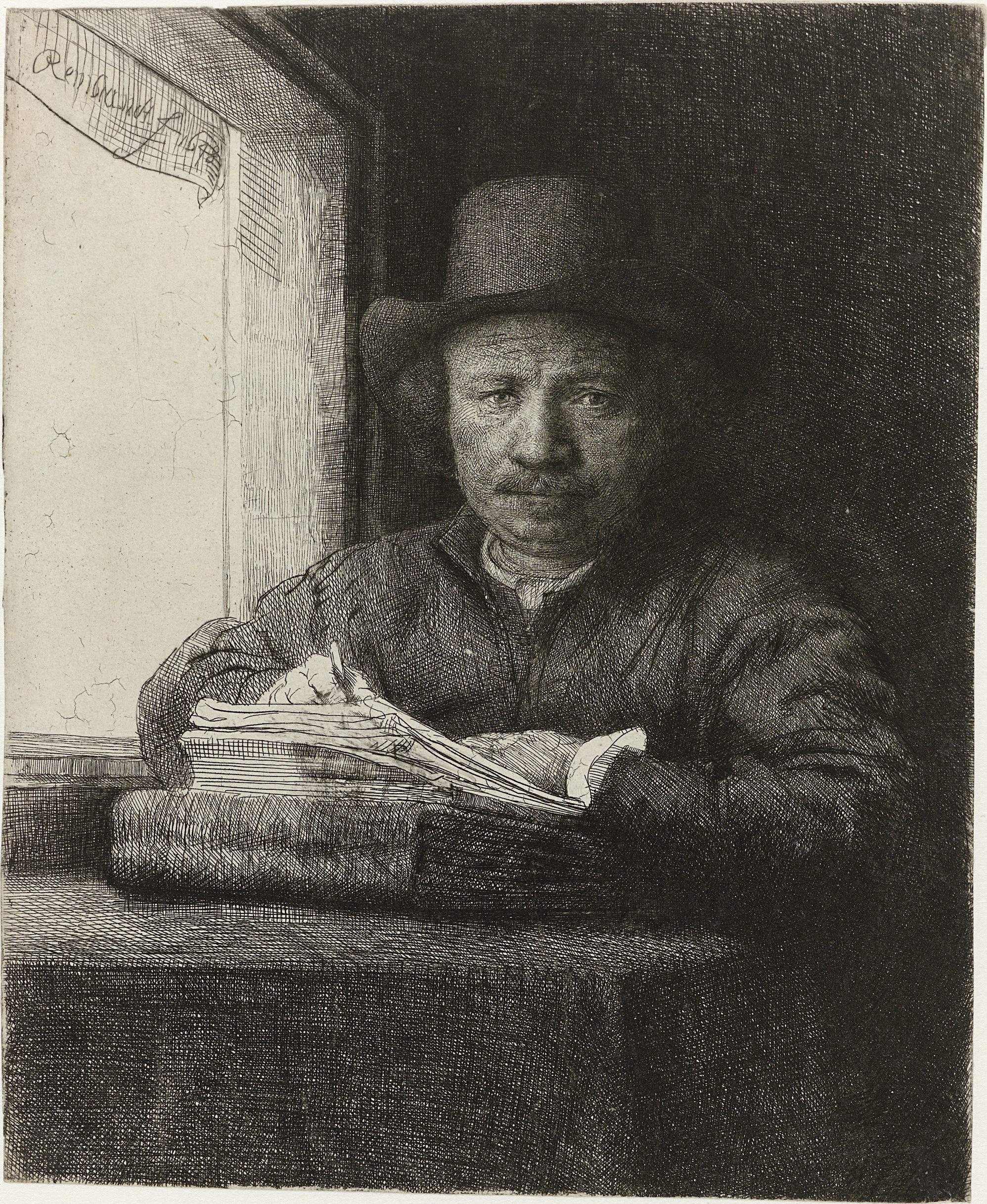
Rembrandt van Rijn: ets, Rijksmuseum Amsterdam

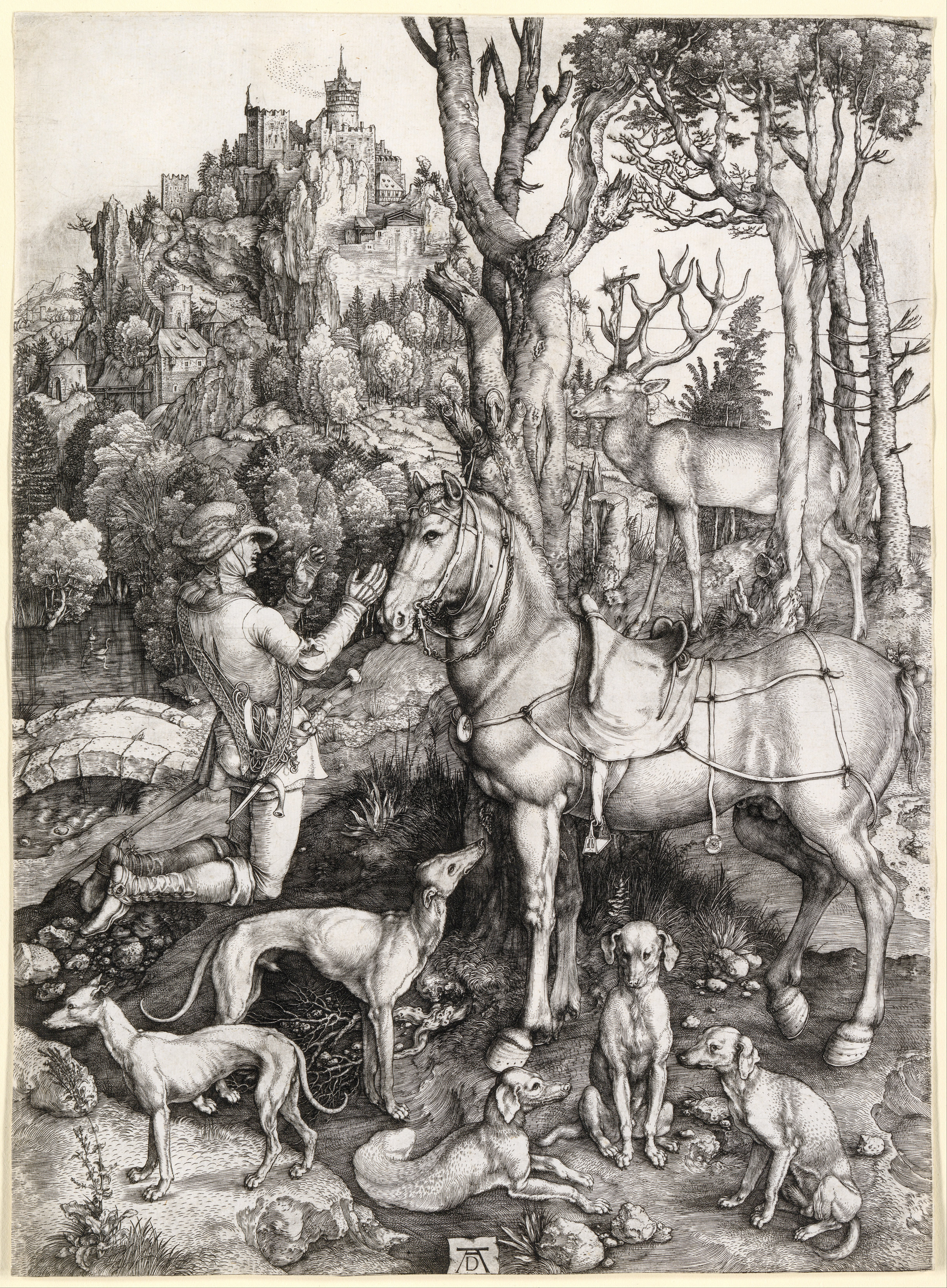
Albrecht Dürer: Der heilige Eustachius (ca. 1501 kopergravure)

Een Prentenkabinet is een kunstmuseum of museumafdeling, waar werken op papier (ook genaamd prentkunst) worden tentoongesteld. 

## Geschiedenis
Het begrip kabinet vindt zijn oorsprong in het kunst- en rariteitenkabinet, het vertrek waar een bijzondere verzameling (kunst)voorwerpen wordt bewaard en getoond. Ook de herkomst van het Franse Cabinet de curiosités en de Duitse Kunstkammer of Wunderkammer gaat ver in de historie terug. Prentenkabinet en kunstkabinet kunnen worden beschouwd als voorlopers van het huidige museum. 
Door hun aard kunnen de kunstwerken nooit langdurig worden getoond, zodat geen permanente tentoonstelling plaatsvindt. Door middel van wisselexposities kan het publiek de werken (bladen genaamd) te zien krijgen. Ook bieden de meeste prentkabinetten de mogelijkheid, voor studiedoeleinden, een blad op aanvraag te tonen.
De grootste prentencollectie ter wereld is, met meer dan 6 miljoen bladen, die van de nationale bibliotheek van Frankrijk in Parijs. Een van de oudste prentenkabinetten is het in 1720 gestichte Kupferstichkabinett Dresden, waarvan een belangrijk deel afkomstig was van de uit 1560 stammende Kunstkammer van het Huis Wettin.

## Kunst op papier
Een prentcollectie bestaat uit kunst op papier, zoals:
- tekeningen
- drukgrafiek (gravures, etsen, litho's, enz.)
- aquarellen
- boekillustraties

Veel collecties omvatten tegenwoordig ook fotografie. 

## Collecties
Grote tot zeer grote collecties zijn te vinden in de prentenkabinetten van:
- Europa
  - Wenen - Albertina
  - Berlijn - Kupferstichkabinett Berlin, onderdeel van de Staatliche Museen zu Berlin
  - Dresden - Kupferstichkabinett Dresden, onderdeel van de Staatliche Kunstsammlungen Dresden
  - München - Staatliche Graphische Sammlung
  - Parijs - Bibliothèque nationale de France, Cabinet des estampes en Musée du Louvre
  - Londen - British Museum Department of Prints and Drawings
  - Bazel - Kunstmuseum Basel, Kupferstichkabinett

- Verenigde Staten
  - Chicago - Art Institute of Chicago
  - Washington D.C. - National Gallery of Art, Department of Prints and Drawings

In Nederland:
- Amsterdam - Rijksprentenkabinet van het Rijksmuseum Amsterdam
- Rotterdam - Prentenkabinet van Museum Boijmans Van Beuningen
- Leiden - Prentenkabinet van de Universiteitsbibliotheek Leiden

In België:
- Antwerpen - Museum Plantin-Moretus en het Stedelijk Prentenkabinet
- Brussel - Koninklijke Bibliotheek van België
- Brugge - Prentenkabinet Musea Brugge